# Barrow upon Trent
Barrow upon Trent è un villaggio e parrocchia civile dell'Inghilterra, appartenente alla contea del Derbyshire.